# Spaichbühl
Spaichbühl ist ein Weiler im Ortsteil Gründelhardt der Gemeinde Frankenhardt im Landkreis Schwäbisch Hall im nordöstlichen Baden-Württemberg.

## Name
Als Name des Ortes wird bei der Ersterwähnung 1360 Speychbuhel genannt. Im lokalen Dialekt wird der Name als [ˌʃbaxˈbiːl] ausgesprochen.
Die Oberamtsbeschreibung aus dem späten 19. Jahrhundert deutet das Bestimmungselement Speych- / Spaich- des Namens im Zusammenhang mit dem Element Steinen- des Nachbarweilers Steinehaig im Nordwesten als differenzierende Bezeichnung; das Siedlungsareal von Steinehaig soll demnach mit Steinen eingehegt gewesen sein, das von Spaichbühl dagegen mit Speck, also mit geflochtenen Ruten oder Zweigen. Das Wort Speck (oder auch Spöck)  begegnet regional mehrfach als Name oder Namensbestandteil. Zum Beispiel gab es bis zum Ende des II. Weltkrieges nur etwa 4 km weiter südwestlich am anderen Bergfuß des Hahnenberges bei Untersontheim eine damals gedeckte Holzbrücke über die Bühler des Namens Speckbrücke nahe einem Waldhang des Namens Speckrain und einem dort mündendem Speckbach. Die Deutung des Namens wird von anderen als unsicher angesehen.

## Geographische Lage
Spaichbühl liegt knapp 16 km ostsüdöstlich der Mitte der Kreisstadt Schwäbisch Hall und etwas über 2 km westlich der Dorfmitte des Gemeindesitzes Gründelhardt (Abstände jeweils in Luftlinie). Die Gebäude des Weilers stehen auf Höhen um 469 m ü. NHN am Nordostfuß der überwiegend bewaldeten Hochebene des Hahnenbergs (bis 507 m ü. NHN), der ein Teil des Bergrings am Westrande des Unter-Naturraums Burgberg-Vorhöhen und Speltachbucht der Schwäbisch-Fränkische Waldberge ist.
Der Weiler steht auf Schilfsandstein (Stuttgart-Formation), über dem am Hang des Hahnenbergs Untere Bunte Mergel (Steigerwald-Formation) ausstreichen, dessen Hochfläche ist eine Verebnung im Kieselsandstein (Hassberge-Formation). Nach der anderen Seite schließt sich im Bogen von Norden bis Südosten unter dem Schilfsandstein im tiefer liegenden Gelände naher Talmulden bald Gipskeuper (Grabfeld-Formation) an.
Wenig südlich des Ortes entspringt unter dem Abhang Struthalde der Berg-Hochebene der Taubbach, zu dem hin der Weiler sanft abfällt und der über den Betzenbach zur Speltach entwässert, etwas entfernter von der Ortsgrenze im Westen im Küblersfeldle der Seelesbach, der in den rechten Speltach-Oberlauf Buchbach mündet.

## Beschreibung
Der Weiler hat knapp zwei Dutzend Hausnummern, zu den Wohnhäusern kommen nicht wenige landwirtschaftliche Nebengebäude des landwirtschaftlich geprägten Ortes. Im Nordwesten und Westen ist er von einem Weichbild aus Obstwiesen eingerahmt, die auch anderswo nicht ganz fehlen. Im Westen schließen sich Felder an, im Osten und in der Seelesbach- und Taubbachmulde liegen dagegen überwiegend Wiesen. An einem Straßendreieck in der Ortsmitte steht die Kapelle St. Dionysius.

## Geschichte
Der Weiler gehörte anfangs den Grafen von Flügelau und kam dann an die von Hohenlohe, die schon 1351 den Ort an Lehnsmänner vergeben hatten. Im 14. Jahrhundert hielten einige umwohnende Adlige und Haller Bürger Anteile am Ort, bis dieser im 15. Jahrhundert ganz von den Vellbergern erworben wurde. Nach dem Aussterben dieses Geschlechtes kaufte die Reichstadt Hall den Weiler mit allen Rechten auf.
Spaichbühl litt im Dreißigjährigen Krieg sehr. Auch während des Pfälzischen Erbfolgekrieges kam es wieder zu Einquartierungen. Im Zuge der Mediatisierung kam der Ort von 1802 bis 1810 teils über zeitweilige andere Mitbesitzer ganz an Württemberg. 1884 wurde eine Einwohnerzahl von 96 genannt.

## Kapelle St. Dionysius, St. Peter und St. Paulus

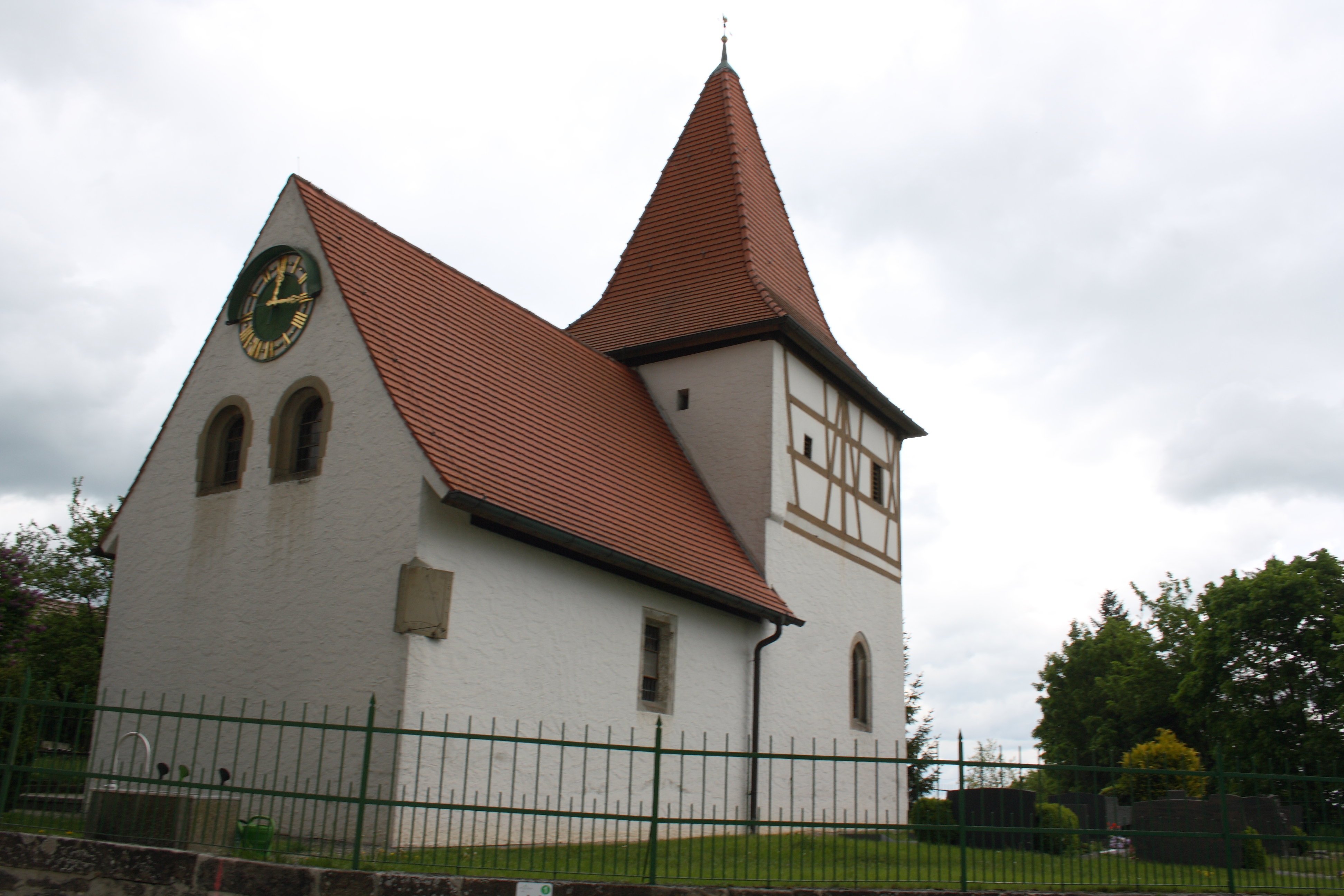
St. Dionysius mit Uhr an der Westfassade

In Spaichbühl steht die erstmals 1547 erwähnte Kapelle St. Dionysius, St. Peter und St. Paulus, ein Turmchorbau im spätgotischen Stil mit nur etwa zehn Meter langem Schiff, an den ein kleiner Friedhof angrenzt. Der kleine Ort hat eine selbständige evangelische Kirchengemeinde mit nur etwa fünf Dutzend Seelen, die zweitkleinste der Evangelische Landeskirche in Württemberg, und ist seit 1818 eine Filialkirche von Gründelhardt im Kirchenbezirk Crailsheim, zuvor von Untersontheim, noch davor von Honhardt.

## Verkehr
Spaichbühl liegt an der die Kleinstadt Vellberg im Westen mit Gründelhardt im Osten verbindenden L 1064, in welche etwas westlich des Weilers die K 2665 einmündet, die vom Vellberger Dorf Großaltdorf und danach Steinehaig im Nordwesten kommt und am Nordrand des Weilers wieder in Richtung Nordosten nach Waldbuch abzweigt. Ein Gemeindesträßchen, das durch den Weiler südostwärts abgeht, führt im Bogen über Brunzenberg im Südosten ebenfalls nach Gründelhardt. Im Süden liegt jenseits des unwegsamen Hahnenberges und deshalb nur sehr umwegig zu erreichen Markertshofen, wie Steinehaig, Waldbuch und Brunzenberg ein Weiler von Frankenhardt. Nach Westen zu an der Landesstraße liegt der Vellberger Weiler Schneckenweiler, mit rund zweieinhalb Kilometern Entfernung (in Luftlinie) ist er der fernste der direkten Nachbarorte.
Die nächsten drei Autobahnanschlüsse liegen im Norden an der A 6, die Ausfahrten Ilshofen/Wolpertshausen, Kirchberg und Satteldorf sind zwischen 15 und 19 km entfernt. Die nächsten Bahnanschlüsse liegen an der Bahnstrecke Crailsheim–Heilbronn in Ilshofen-Eckartshausen (12 km) und in Schwäbisch Hall-Hessental (16 km), wo die Bahnstrecke Hessental–Waiblingen abzweigt. (Entfernung jeweils auf der Straße.)
Der öffentliche Nahverkehr wird vom Verkehrsverbund Kreisverkehr Schwäbisch Hall besorgt. Von dessen Linie 62 Crailsheim–Obersontheim wird Spaichbühl wochentags neunmal, an Schultagen weitere dreimal angefahren, in Gegenrichtung achtmal und ein weiteres Mal an Schultagen. Samstags hat der Ort in Hinrichtung zwei und in Gegenrichtung drei Anfahrten. Der lokale Schülerverkehr der Linie 62A Gründelhardt–Honhardt macht nur wochentags und nur einmal am Ort Halt, die Linie 62C Honhardt–Gründelhardt zweimal.